# Cette histoire qui a fait l’Alsace
Cette histoire qui a fait l’Alsace (frei übersetzt: Jene Geschichte, die das Elsass hat entstehen lassen) ist eine auf 12 Bände angelegte Comicserie, die ab 2009 vom französischen Verlag Éditions du Signe herausgegeben wurde. In der Serie werden – beginnend bei der Urgeschichte, über die verschiedenen Reichs- und Staatenzugehörigkeiten und bis in die Neuzeit – die verschiedenen Epochen der Landschaft und Region nachgezeichnet, die seit dem Frühmittelalter die Bezeichnung Elsass trägt. Die Serie ist bisher nur in französischer Sprache erschienen.

## Publikationsgeschichte
Die promovierte Theologin und Historikerin Marie-Thérèse Fischer schrieb die Szenarien für alle zwölf Bände. Die Texte wurden zeichnerisch umgesetzt von Robert Bressy, Marcel Uderzo, Francis Keller, Christophe Carmona und Didier Pagot und koloriert von Bénédicte Quinet, Géraldine Gilles und Jean-Paul Chhun (Sambo).
Die ersten zwei Bände erschienen offiziell am 23. Oktober 2009 und wurden am 21. und 22. November beim Salon du Livre de Colmar 2009 von Marie-Thérèse Fischer und Francis Keller vorgestellt. Der zwölfte und letzte Band erschien 2014.
Eine deutschsprachige Version liegt nicht vor.

## Genre und Präsentation
Cette histoire qui a fait l’Alsace ist eine auf zwölf Bände ausgelegte historische Darstellung der Geschichte des Elsass in bebilderter Form. Die einzelnen Bände umfassen Zeitperioden, die bestimmte geschichtliche Ereignisse eingrenzen.
Die Serie verwendet die klassischen Elemente des Comics: Maximal sechs bis acht umrandete Panels pro Seite (aber auch ganzseitige Panels oder Karten); Sprech- und Denkblasen, sowie in Panels integrierte Rechtecke mit erklärendem Text. Die colorierten Zeichnungen sind, besonders was Gebäude, Bekleidung und (Kunst)Gegenstände betrifft, realistisch und detailgetreu ausgeführt. Die Perspektiven variieren, gelegentlich auch Vogel- oder Froschperspektive.
Die meisten Bände haben 44 Seiten, wobei 40 Seiten die Geschichte erzählen. Darauf folgen 4 Seiten mit Zusammenfassungen:
- Une histoire ancrée dans le terroir besteht aus einer ganzseitige Karte, die die Lage der im Band erwähnten Orte zeigt;
- Pas à pas dans le temps liefert in Bildern und Zahlen eine zeitliche Gesamtübersicht des Bandes;
- Un petit plus…, die letzten beiden Seiten, geben weitere Erläuterungen zum Text (mit Seitenangabe), beispielsweise in welchen Museum ein im Band gezeigter Helm oder ein Schmuckstück, oder wo eine dargestellte Orgel zu sehen ist, oder genau welche Gebäude aus welchen Orten abgebildet sind. Dazu gibt es weitere Hinweise auf historische Gegebenheiten, die nicht in der Bildgeschichte erwähnt wurden, sowie Vorschläge für Ausflüge für geschichtlich Interessierte.

Band 9 enthält zusätzlich eine 4-seitge Widmung für Francis Keller, der während der Arbeit an Zeichnungen zu diesem Band am 29. Juli 2011 im Alter von 50 Jahren verstarb; seine letzten Panels sind als schwarzweiße Bleistiftentwürfe gezeigt.

## Bände der Serie
| Band (Jahr) | Titel                                  | Zeitperiode  | Zeichner / Kolorist                 | ISBN                   |
| ----------- | -------------------------------------- | ------------ | ----------------------------------- | ---------------------- |
| 1 (2009)    | L’Alsace avant l’Alsace                | Urzeit – 378 | R. Bressy / G. Gilles               | ISBN 978-2-7468-2246-7 |
| 2 (2009)    | Alesacios                              | 400 – 833    | F. Keller / B. Quinet               | ISBN 978-2-7468-2247-4 |
| 3 (2009)    | D’un empire à l’autre                  | 0834–1122    | C. Carmona / G. Gilles              | ISBN 978-2-7468-2214-6 |
| 4 (2010)    | Le temps des Staufen                   | 1125–1268    | F. Keller / B. Quinet               | ISBN 978-2-7468-2215-3 |
| 5 (2010)    | Quand les villes se voulaient libres   | 1270–1477    | M. Uderzo, C. Carmona / J.-P. Chhun | ISBN 978-2-7468-2473-7 |
| 6 (2010)    | Dans une Europe en ébullition          | 1477–1604    | R. Bressy / B. Quinet               | ISBN 978-2-7468-2474-4 |
| 7 (2011)    | De l’aigle au lys                      | 1605–1697    | F. Keller / G. Gilles               | ISBN 978-2-7468-2558-1 |
| 8 (2011)    | Une province dans le royaume de France | 1698–1792    | C. Carmona / B. Quinet              | ISBN 978-2-7468-2575-8 |
| 9 (2012)    | Allons enfants…                        | 1792–1815    | F. Keller, C. Carmona / J.-P. Chhun | ISBN 978-2-7468-2665-6 |
| 10 (2012)   | L’Alsace des Romantiques               | 1816–1871    | R. Bressy / B. Quinet               | ISBN 978-2-7468-2732-5 |
| 11 (2013)   | L’Alsace dans le Reich                 | 1871–1918    | D. Pagot / J.-P. Chhun              | ISBN 978-2-7468-2733-2 |
| 12 (2014)   | Croire à la Paix                       | 1919–2009    | D. Pagot / B. Quinet                | ISBN 978-2-7468-2734-9 |

## Rezeption
- Am 25. Oktober 2009 berichtete die Zeitung Dernières Nouvelles d’Alsace über die Veröffentlichung der ersten zwei Bände.[15]
- Vom 29. November 2010 bis 21. Februar 2011 stellte die Bibliothèque Humaniste in Sélestat Originalseiten der Serie zur Geschichte von Séléstat. aus.
- Die Féderation des Sociétés d'histoire et d'Archéologie d'Alsace hat eine Empfehlung ausgesprochen, die Bände von Cette histoire qui a fait l’Alsace für Schulbibliotheken anzuschaffen.[16]